# IC 4218
IC 4218 ist eine Spiralgalaxie mit aktivem Galaxienkern vom Hubble-Typ Sa im Sternbild Jungfrau auf der Ekliptik. Sie ist schätzungsweise 256 Millionen Lichtjahre von der Milchstraße entfernt und hat einen Durchmesser von etwa 100.000 Lichtjahren.

Im selben Himmelsareal befinden sich die Galaxien NGC 5095 und IC 4224.
Das Objekt wurde im Juli 1899 vom US-amerikanischen Astronomen DeLisle Stewart entdeckt.